# Rwandabodes kayoveae
Rwandabodes kayoveae is een mijtensoort uit de familie van de Carabodidae. De wetenschappelijke naam van de soort werd voor het eerst geldig gepubliceerd in 2019 door Fernandex, Nestore et al..